# Iñaki Palacios

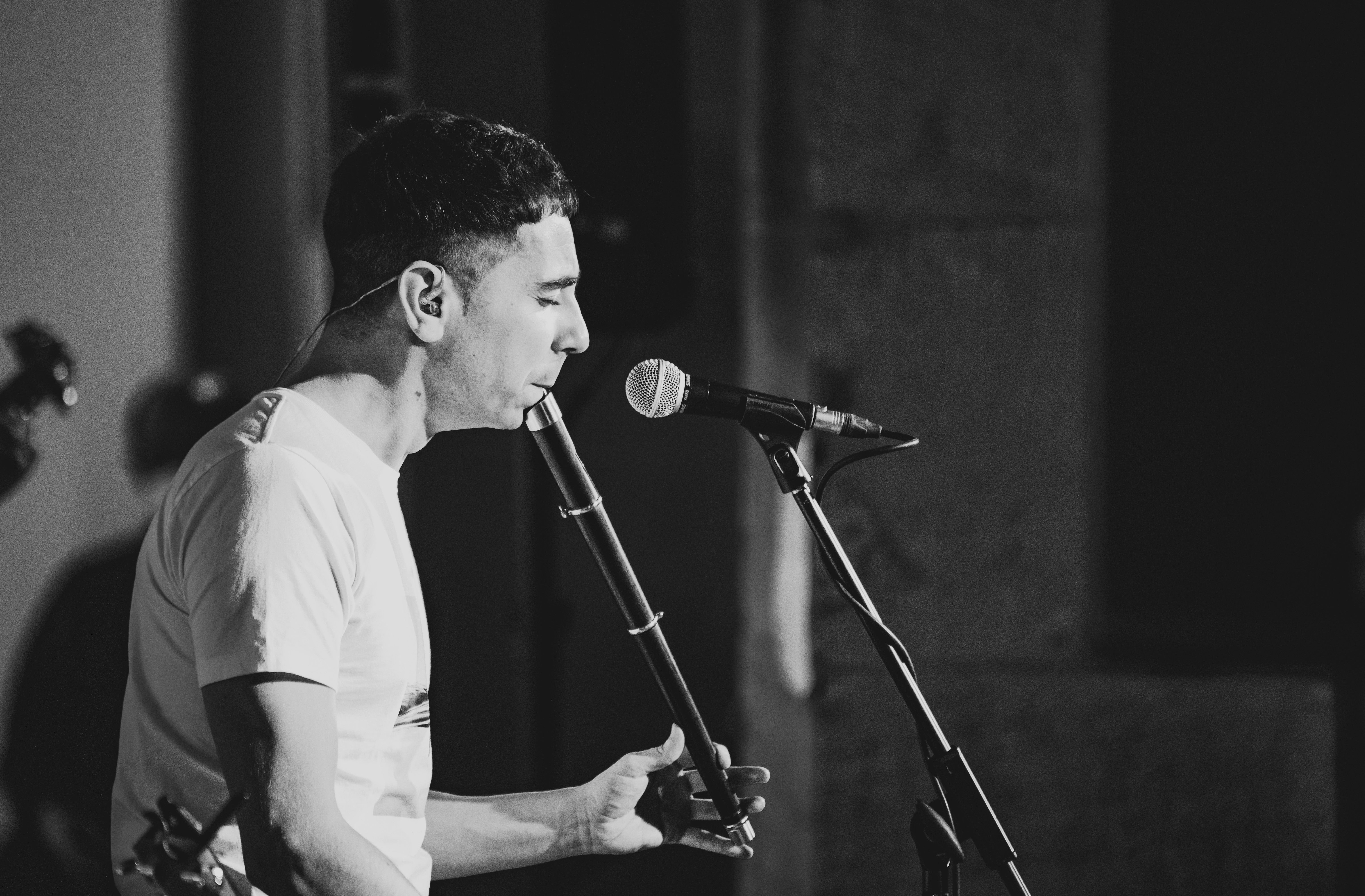

Iñaki Palacios (Vitoria, Álava, 1988) es músico.

## Biografía
Musico y compositor vasco de música Folk
En 2005 ganó el Campeonato de Euskadi de Jóvenes Txistularis en Hernani "Insausti Txobito". Tras estudiar txistu en el conservatorio Jesús Guridi y guitarra en la escuela Luis Aranburu, en 2011 se trasladó a Barcelona para estudiar sonido en el Instituto SAE.
Es profesor de txistu en la Escuela Municipal de Música de Basauri y trabaja como txistulari en actos del Gobierno Vasco.
Compositor de la canción del Parlamento Vasco, "Izaro". Una obra que hace referencia a la escultura de Nestor Basterretxea que preside la cámara del Parlamento Vasco.
Lanzó su primer disco en 2017, "Lurra, Ardoa, Dantza" . Tuvo como objetivo potenciar la personalidad y el carácter del territorio de la Rioja Alavesa utilizando diversos instrumentos musicales. 
En 2019 lanzó su segundo disco, "Harria" . Integra el txistu, con la txalaparta de piedra en varias de sus canciones. Iñaki Perurena participó en su posterior gira de presentación.
En 2021 lanzó su tercer álbum, "Baltik" . Para este proyecto ha contado con el apoyo de la banda irlandesa The Gael's.
En 2024 Iñaki Palacios publicó "Argizaiola". Un disco que rinde culto a nuestros antepasados teniendo como punto de partida los sonidos y ritmos del folklore vasco. En él ha colaborado, entre otros, Mikel Urdangarin, Lide Hernando, Kalakan y Maiatxen Urkia. Asimismo, el texto de la canción "Argizaiola" es de Martxel Mariscal, y el de "Udazkena" de Karmele Jaio. 
"Argizaiola" es un elemento vasco que tiene un fuerte simbolismo y representa tanto la riqueza de las expresiones culturales sobre la muerte, como la vinculación con sus antepasados, la importancia de la familia, la transmisión de las costumbres, la espiritualidad popular y el mundo simbólico. 

## Discografía
- Lurra, Ardoa, Dantza (2017, Baga Biga)
- Harria (2019, Baga Biga)
- Baltik (2021, Baga Biga) [6]
- Argizaiola (2024, Baga Biga)